# Jordi Cruijff
Johan Jordi Cruijff (Amsterdam, 9 febbraio 1974) è un allenatore di calcio, dirigente sportivo ed ex calciatore olandese, di ruolo centrocampista, attuale direttore tecnico della nazionale indonesiana.

## Biografia
Figlio dell'ex calciatore Johan Cruijff, anche suo cognato Jesús Angoy e suo nipote Jesjua Andrea sono o sono stati calciatori.

## Caratteristiche tecniche
Di ruolo trequartista, poteva giocare anche da seconda punta e da mediano. Dotato di buona tecnica, era bravo nel gioco aereo.

## Carriera

### Giocatore

#### Club

##### Barcellona
Cruijff fa il suo debutto nel calcio professionistico nel 1992 con il Barcellona B in Segunda División. Due anni dopo fa parte della prima squadra, allenata dal padre, in una serie di amichevoli nei Paesi Bassi, segnando alcune triplette contro il Groningen e contro il De Graafschap. Il 4 settembre 1994 debutta nella Primera División nella partita vinta per 2-1 contro lo Sporting Gijón. Il 2 novembre esordisce in Champions League contro il Manchester United e fornendo l'assist per il primo gol di Hristo Stoichkov.
Nonostante il buon inizio Cruijff capisce che è giunto il momento di lasciare Barcellona dopo il licenziamento del padre da parte del presidente Josep Lluís Núñez. Il 19 maggio 1996 gioca la sua ultima partita con il Barcellona al Camp Nou contro il Celta Vigo.

##### Manchester United
Nell'agosto del 1996 Cruijff passa al Manchester United per 1.400.000 sterline. Fa il suo debutto con il Manchester il 17 agosto nella vittoria per 3-0 contro il Wimbledon FC, nella prima partita della stagione 1996-97. Cruijff segna due gol nelle due successive partite (entrambe terminate sul 2-2) contro Blackburn ed Everton. Nonostante non abbia giocato nella seconda metà di stagione a causa di un infortunio al ginocchio, riesce a rientrare per le ultime giornate, aiutando lo United a vincere il titolo. Un infortunio alla caviglia nel 1998 limita le sue apparizioni e gli fa perdere il posto da titolare, così nel gennaio 1999 decide di tornare in Spagna e passa in prestito al Celta Vigo. La stagione successiva torna al Manchester, dove vince un altro scudetto senza essere titolare fisso. Il 14 maggio 2000 gioca la sua ultima partita con i Red Devils. Pur avendo vinto per tre volte la Premier League Cruijff ha ricevuto solo una volta la medaglia (nel 1996-97) a causa delle poche presenze degli anni successivi.

##### Gli ultimi anni
Cruijff decide di tornare in Spagna e si accasa al Deportivo Alavés, con i baschi riesce a raggiungere la finale di Coppa UEFA 2001 contro il Liverpool. La partita è epica: nonostante il Liverpool sia stato in vantaggio per 2-0 prima e poi per 3-1 il Deportivo ottiene una grande rimonta e al minuto 89 segna il gol del 4-4; tuttavia un autogol nei tempi supplementari permette al Liverpool di vincere. Cruijff continua a giocare con l'Alavés fino al termine della stagione 2002-03, quando il club viene retrocesso.
La stagione successiva si accasa all'Espanyol, giocando regolarmente. Lasciato il club, dal 2004 al 2005 smette di giocare ad alti livelli e si mantiene in forma con il Barcellona B e prende anche parte ad alcune partite per i veterani. Riprende a giocare nella stagione 2006-07 con il Metalurh Donetsk, dove gioca prevalentemente come difensore centrale. Nel frattempo entra nel business della moda lanciando la linea di abbigliamento Cruijff.

##### La Valletta
Nell'estate del 2009 Cruijff firma un contratto triennale come assistente-allenatore nella squadra maltese del Valletta, aiutando l'allenatore Ton Caanen, tuttavia il contratto prevede che nella prima stagione Cruijff giochi. Fa il suo debutto il 26 luglio 2009 in una vittoria per 3-0 contro il Keflavík nel primo turno preliminare dell'Europa League 2009–10. Debutta in campionato il 21 agosto nella vittoria per 3-1 contro il Birkirkara e segna il suo primo gol il 29 agosto nella vittoria per 6-0 contro il Floriana.

#### Nazionale

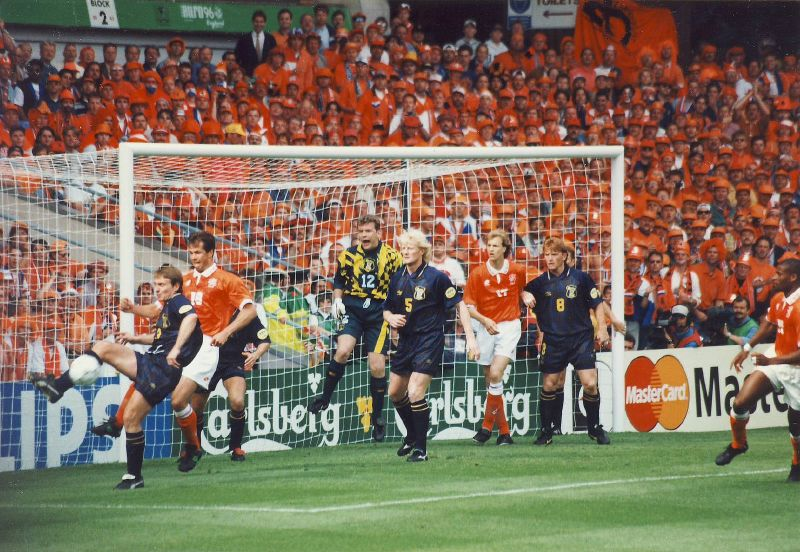
Cruijff in una partita della Nazionale olandese contro la Scozia al Villa Park, Europei del '96

Le buone prestazioni con il Barcellona convincono il ct della Nazionale olandese Guus Hiddink a convocarlo per gli Europei del '96. Fa il suo debutto in nazionale il 24 aprile 1996 in un'amichevole contro la Germania. Cruijff segna il suo primo e unico gol in nazionale durante la fase finale dell'Europeo il 13 giugno, nella vittoria per 2-0 contro la Svizzera al Villa Park. Cruijff è uno dei tre olandesi ad aver giocato per la nazionale senza mai aver giocato in Eredivisie: gli altri sono Rob Reekers e Willi Lippens.
Inoltre Cruijff ha giocato anche per la Catalogna, segnando al suo debutto il 25 giugno 1995 in una vittoria per 5-2 sul Barcellona al Nou Estadi de Tarragona. Ha segnato anche nella vittoria per 5-0 contro la Lituania il 22 dicembre 2000, in tutto ha disputato 9 partite con la Catalogna, tra le quali anche due sconfitte contro il Brasile nel 2002 e nel 2004.

### Allenatore e dirigente
Nel 2009 assume il doppio incarico di giocatore e vice allenatore del Valletta per poi lasciare il calcio giocato e lo stesso club maltese nel 2010.
Nel 2010 diventa il team manager dell'AEK Larnaca, società che disputa il campionato cipriota. Nel 2011 viene raggiunto dai giocatori connazionali Kevin Hofland e Tim de Cler (ex Feyenoord) oltre che dall'italiano Marco Fortin (ex Siena e Cagliari tra le tante).
A partire dalla stagione 2012-2013 sarà direttore sportivo del Maccabi Tel Aviv, squadra israeliana. Il 14 giugno 2017 diventa allenatore della squadra israeliana.
L'8 agosto 2018 subentra sulla panchina del Chongqing Lifan nel campionato cinese arrivando 13º; viene esonerato il 14 dicembre 2019 dopo aver terminato il campionato al 9º posto.
Nel gennaio 2020 viene scelto come commissario tecnico della nazionale ecuadoriana con l'obiettivo di centrare la qualificazione al campionato del mondo 2022. Il 23 luglio 2020 si dimette dal ruolo a causa della crisi istituzionale all'interno della federazione calcistica del paese.
Il 14 agosto 2020 viene ingaggiato dallo Shenzhen come nuovo allenatore. Dopo essere arrivato 5º nel gruppo A, ai play-out si piazza 13º. Invece dalla Coppa di Cina viene eliminato dallo Jiangsu Suning già al primo turno.
Il 3 giugno 2021 dopo 25 anni ritorna al Barcellona come direttore dell'area internazionale del club ricoprendo un ruolo chiave nelle seguenti finestre di mercato come membro della commissione sportiva. L'anno seguente viene promosso a nuovo direttore sportivo dei blaugrana. Il 16 maggio 2023 viene annunciato che Cruyff non rinnoverà il proprio contratto a fine stagione.

## Statistiche

### Giocatore
Statistiche aggiornate al termine della carriera

#### Presenze e reti nei club
| Stagione                | Squadra                 | Campionato              | Campionato | Campionato | Coppe nazionali | Coppe nazionali | Coppe nazionali | Coppe continentali | Coppe continentali | Coppe continentali | Altre coppe    | Altre coppe | Altre coppe | Totale | Totale |
| Stagione                | Squadra                 | Comp                    | Pres       | Reti       | Comp            | Pres            | Reti            | Comp               | Pres               | Reti               | Comp           | Pres        | Reti        | Pres   | Reti   |
| ----------------------- | ----------------------- | ----------------------- | ---------- | ---------- | --------------- | --------------- | --------------- | ------------------ | ------------------ | ------------------ | -------------- | ----------- | ----------- | ------ | ------ |
| 1992-1993               | Barcellona B            | SD                      | 10         | 2          | -               | -               | -               | -                  | -                  | -                  | -              | -           | -           | 4      | 1      |
| 1993-1994               | Barcellona B            | SD                      | 37         | 12         | -               | -               | -               | -                  | -                  | -                  | -              | -           | -           | 37     | 12     |
| 1994-1995               | Barcellona B            | SD                      | 4          | 2          | -               | -               | -               | -                  | -                  | -                  | -              | -           | -           | 4      | 3      |
| Totale Barcellona B     | Totale Barcellona B     | Totale Barcellona B     | 51         | 16         |                 | -               | -               |                    | -                  | -                  |                | -           | -           | 51     | 16     |
| 1994-1995               | Barcellona              | PD                      | 28         | 9          | CR              | 2               | 0               | UCL                | 5                  | 0                  | SS             | 1           | 0           | 36     | 9      |
| 1995-1996               | Barcellona              | PD                      | 13         | 2          | CR              | 1               | 0               | CU                 | 4                  | 0                  | -              | -           | -           | 18     | 2      |
| Totale Barcellona       | Totale Barcellona       | Totale Barcellona       | 41         | 11         |                 | 3               | 0               |                    | 9                  | 0                  |                | 1           | 0           | 54     | 11     |
| 1996-1997               | Manchester Utd          | PL                      | 16         | 3          | FACup+CdL       | 0+1             | 0               | UCL                | 4                  | 0                  | CS             | 1           | 0           | 22     | 3      |
| 1997-1998               | Manchester Utd          | PL                      | 5          | 0          | FACup+CdL       | 1+1             | 0               | UCL                | 0                  | 0                  | CS             | 1           | 0           | 8      | 0      |
| 1998-gen. 1999          | Manchester Utd          | PL                      | 5          | 2          | FACup+CdL       | 0+2             | 0               | UCL                | 3                  | 0                  | CS             | 1           | 0           | 11     | 2      |
| gen.-giu. 1999          | Celta Vigo              | PD                      | 8          | 2          | CR              | 2               | 0               | CU                 | 0                  | 0                  | -              | -           | -           | 10     | 2      |
| 1999-2000               | Manchester Utd          | PL                      | 8          | 3          | FACup+CdL       | 0+1             | 0               | UCL                | 4                  | 0                  | CS+SU+CInt+Cmc | 1+1+0+2     | 0           | 17     | 3      |
| Totale Manchester Utd   | Totale Manchester Utd   | Totale Manchester Utd   | 34         | 8          |                 | 6               | 0               |                    | 11                 | 0                  |                | 7           | 0           | 58     | 8      |
| 2000-2001               | Alavés                  | PD                      | 35         | 3          | CR              | 0               | 0               | CU                 | 10                 | 4                  | -              | -           | -           | 26     | 8      |
| 2001-2002               | Alavés                  | PD                      | 33         | 3          | CR              | 0               | 0               | -                  | -                  | -                  | -              | -           | -           | 27     | 8      |
| 2002-2003               | Alavés                  | PD                      | 26         | 1          | CR              | 3               | 0               | CU                 | 3                  | 0                  | -              | -           | -           | 33     | 7      |
| Totale Alavés           | Totale Alavés           | Totale Alavés           | 94         | 7          |                 | 3               | 0               |                    | 13                 | 4                  |                | -           | -           | 110    | 11     |
| 2003-2004               | Espanyol                | PD                      | 30         | 3          | CR              | 0               | 0               | -                  | -                  | -                  | -              | -           | -           | 5      | 2      |
| 2006-2007               | Metalurh Donec'k        | PL                      | 13         | 0          | CU              | 0               | 0               | -                  | -                  | -                  | -              | -           | -           | 5      | 2      |
| 2007-2008               | Metalurh Donec'k        | PL                      | 15         | 0          | CU              | 0               | 0               | -                  | -                  | -                  | -              | -           | -           | 5      | 2      |
| Totale Metalurh Donec'k | Totale Metalurh Donec'k | Totale Metalurh Donec'k | 28         | 0          |                 | 0               | 0               |                    | -                  | -                  |                | -           | -           | 28     | 0      |
| 2009-2010               | Valletta                | PL                      | 12+7       | 6+4        | CM              | 1               | 0               | UEL                | 4                  | 0                  | -              | -           | -           | 24     | 10     |
| Totale carriera         | Totale carriera         | Totale carriera         | 305        | 57         |                 | 15              | 0               |                    | 37                 | 4                  |                | 8           | 0           | 365    | 61     |

#### Cronologia presenze e reti in nazionale
| Cronologia completa delle presenze e delle reti in nazionale ― Paesi Bassi | Cronologia completa delle presenze e delle reti in nazionale ― Paesi Bassi | Cronologia completa delle presenze e delle reti in nazionale ― Paesi Bassi | Cronologia completa delle presenze e delle reti in nazionale ― Paesi Bassi | Cronologia completa delle presenze e delle reti in nazionale ― Paesi Bassi | Cronologia completa delle presenze e delle reti in nazionale ― Paesi Bassi | Cronologia completa delle presenze e delle reti in nazionale ― Paesi Bassi | Cronologia completa delle presenze e delle reti in nazionale ― Paesi Bassi |
| Data                                                                       | Città                                                                      | In casa                                                                    | Risultato                                                                  | Ospiti                                                                     | Competizione                                                               | Reti                                                                       | Note                                                                       |
| -------------------------------------------------------------------------- | -------------------------------------------------------------------------- | -------------------------------------------------------------------------- | -------------------------------------------------------------------------- | -------------------------------------------------------------------------- | -------------------------------------------------------------------------- | -------------------------------------------------------------------------- | -------------------------------------------------------------------------- |
| 24-4-1996                                                                  | Rotterdam                                                                  | Paesi Bassi                                                                | 0 – 1                                                                      | Germania                                                                   | Amichevole                                                                 | -                                                                          |                                                                            |
| 29-5-1996                                                                  | Tilburg                                                                    | Paesi Bassi                                                                | 2 – 0                                                                      | Cina                                                                       | Amichevole                                                                 | -                                                                          | 46’                                                                        |
| 4-6-1996                                                                   | Rotterdam                                                                  | Paesi Bassi                                                                | 3 – 1                                                                      | Irlanda                                                                    | Amichevole                                                                 | -                                                                          | 75’                                                                        |
| 10-6-1996                                                                  | Birmingham                                                                 | Paesi Bassi                                                                | 0 – 0                                                                      | Scozia                                                                     | Euro 1996 - 1º turno                                                       | -                                                                          |                                                                            |
| 13-6-1996                                                                  | Birmingham                                                                 | Svizzera                                                                   | 0 – 2                                                                      | Paesi Bassi                                                                | Euro 1996 - 1º turno                                                       | 1                                                                          | 84’                                                                        |
| 18-6-1996                                                                  | Londra                                                                     | Inghilterra                                                                | 4 – 1                                                                      | Paesi Bassi                                                                | Euro 1996 - 1º turno                                                       | -                                                                          |                                                                            |
| 22-6-1996                                                                  | Londra                                                                     | Francia                                                                    | 0 – 0 dts (5 – 4 dtr)                                                      | Paesi Bassi                                                                | Euro 1996 - Quarti di finale                                               | -                                                                          | 69’                                                                        |
| 31-8-1996                                                                  | Amsterdam                                                                  | Paesi Bassi                                                                | 2 – 2                                                                      | Brasile                                                                    | Amichevole                                                                 | -                                                                          | 46’                                                                        |
| 5-10-1996                                                                  | Cardiff                                                                    | Galles                                                                     | 1 – 3                                                                      | Paesi Bassi                                                                | Qual. Mondiali 1998                                                        | -                                                                          | 46’                                                                        |
| Totale                                                                     |                                                                            | Presenze                                                                   | 9                                                                          |                                                                            | Reti                                                                       | 1                                                                          |                                                                            |

### Allenatore
Statistiche aggiornate a giugno 2021.
| Stagione               | Squadra                | Campionato             | Campionato | Campionato | Campionato | Campionato | Coppe nazionali | Coppe nazionali | Coppe nazionali | Coppe nazionali | Coppe nazionali | Coppe continentali | Coppe continentali | Coppe continentali | Coppe continentali | Coppe continentali | Altre coppe | Altre coppe | Altre coppe | Altre coppe | Altre coppe | Totale | Totale | Totale | Totale | Vittorie % | Piazz.      |
| Stagione               | Squadra                | Comp                   | G          | V          | N          | P          | Comp            | G               | V               | N               | P               | Comp               | G                  | V                  | N                  | P                  | Comp        | G           | V           | N           | P           | G      | V      | N      | P      | %          | Piazz.      |
| ---------------------- | ---------------------- | ---------------------- | ---------- | ---------- | ---------- | ---------- | --------------- | --------------- | --------------- | --------------- | --------------- | ------------------ | ------------------ | ------------------ | ------------------ | ------------------ | ----------- | ----------- | ----------- | ----------- | ----------- | ------ | ------ | ------ | ------ | ---------- | ----------- |
| 2017-2018              | Maccabi Tel Aviv       | LhA                    | 26+10      | 16+5       | 7+1        | 3+4        | CI+CdL          | 2+7             | 1+6             | 0+1             | 1+0             | UEL                | 14                 | 8                  | 2                  | 4                  | -           | -           | -           | -           |             | 59     | 36     | 11     | 12     | 61,02      | 3º          |
| 2018                   | Chongqing Lifan        | CSL                    | 14         | 4          | 5          | 5          | CdC             | -               | -               | -               | -               | -                  | -                  | -                  | -                  | -                  | -           | -           | -           | -           | -           | 14     | 3      | 5      | 6      | 21,43      | Sub., 13º   |
| 2019                   | Chongqing Lifan        | CSL                    | 30         | 9          | 9          | 12         | CdC             | 2               | 1               | 0               | 1               | -                  | -                  | -                  | -                  | -                  | -           | -           | -           | -           | -           | 21     | 8      | 7      | 6      | 38,10      | 10º         |
| Totale Chongqing Lifan | Totale Chongqing Lifan | Totale Chongqing Lifan | 44         | 13         | 14         | 17         |                 | 2               | 1               | 0               | 1               |                    |                    |                    |                    |                    |             |             |             |             |             | 46     | 14     | 14     | 18     | 30,43      |             |
| 2020                   | Shenzhen               | CSL                    | 16         | 7          | 4          | 5          | CdC             | 1               | 0               | 0               | 1               | -                  | -                  | -                  | -                  | -                  | -           | -           | -           | -           | -           | 17     | 7      | 4      | 6      | 41,18      | Sub., 13º   |
| 2021                   | Shenzhen               | CSL                    | 5          | 2          | 2          | 1          | CdC             | -               | -               | -               | -               | -                  | -                  | -                  | -                  | -                  | -           | -           | -           | -           | -           | 5      | 2      | 2      | 1      | 40,00      | Resc. cons. |
| Totale Shenzhen        | Totale Shenzhen        | Totale Shenzhen        | 21         | 9          | 6          | 6          |                 | 1               | 0               | 0               | 1               |                    |                    |                    |                    |                    |             |             |             |             |             | 22     | 9      | 6      | 7      | 40,91      |             |
| Totale carriera        | Totale carriera        | Totale carriera        | 59         | 31         | 20         | 18         |                 | 11              | 8               | 1               | 2               |                    | 13                 | 7                  | 2                  | 4                  |             |             |             |             |             | 83     | 42     | 20     | 21     | 50,60      |             |

#### Nazionale
Statistiche aggiornate a giugno 2021.
| Squadra | Naz                | dal             | al             | Record | Record | Record | Record     | Record | Record | Record | Record |
| G       | V                  | N               | P              | GF     | GS     | DR     | % Vittorie |        |        |        |        |
| ------- | ------------------ | --------------- | -------------- | ------ | ------ | ------ | ---------- | ------ | ------ | ------ | ------ |
| Ecuador | Ecuador (bandiera) | 13 gennaio 2020 | 23 luglio 2020 | 0      | 0      | 0      | 0          | 0      | 0      | +0     | —      |

## Palmarès

### Giocatore

#### Club

##### Competizioni nazionali
- Campionato spagnolo: 1

Barcellona: 1992-1993
- Coppa di Catalogna: 1

Barcellona: 1992-1993
- Supercoppa di Spagna: 1

Barcellona: 1994
- Charity Shield: 2

Manchester United: 1996, 1997
- Campionato inglese: 2

Manchester United: 1996-1997, 1999-2000
- Coppa di Malta: 1

Valletta: 2009-2010

##### Competizioni internazionali
- Supercoppa UEFA: 1

Barcellona: 1992
- Coppa Intercontinentale: 1

Manchester United: 1999